# Širokopojasnost
U telekomunikacijama, širokopojasnost (engl. broadband) je prenos podataka širokopojasnog frekventnog opsega koji prenosi različite signale i tipove saobraćaja. Medijum može biti koaksijalni kabl, optički kabl, radio ili TP kabl.
U konteksu Internet pristupa, širokopojasnost označava bilo koji pristup velike brzine koji je uvek uključen i koji je brži od dial-up konekcije kojoj se pristupa preko tradicionalnih analognih ili ISDN PSTN servisa.

## Pregled
U zavisnosti od konteksta i vremena, različiti kriterijumi su uticali na pojam „broad“.
Pojam potiče iz fizike, akustike i radio-sistemskog inženjeringa, gde je poistovećen sa "wideband". Kasnije, sa napretkom digitalnih telekomunikacija, ovaj izraz je uglavnom označavao prenošenje podataka preko više kanala. Budući da je signal propusnog opsega (engl. passband) takođe moduliran tako da zauzima veće frekvencije (u poređenju sa signalom baznog opsega (engl. baseband) koji je vezan za najniži kraj spektra), on ipak zauzima jedan kanal. Ključna razlika je da broadband signal predstavlja signal koji zauzima različite (nemaskirajuće, ortogonalne) propusne opsege, što omogućava puno veću propusnost preko jednog medija, ali uz dodatnu složenost u kolu predajnika/prijemnika.
Pojam je postao popularan tokom 1990-ih kao marketinški termin za pristup internetu koji je brži od dial-up konekcije, prvobitne tehnologije pristupa internetu, koja je ograničena na maksimalan propusni opseg od 56 kbit/s. Ovo značenje nije usko povezano sa njegovim izvornim tehničkim značenjem.

## Širokopojasne tehnologije

### Telekomunikacije
U telekomunikacijama, širokopojasni signalizacioni metod je onaj koji obrađuje širok opseg frekvencija. Značenje „širokopojasnosti“ zavisi od konteksta u kom se koristi. Što je širi propusni opseg kanala, to je veći kapacitet prenosa podataka, uzevši u obzir da kvalitet ostaje isti.
Na primer, na radiju će vrlo uski pojas (opseg) prenositi Morzeov kod, govor bi se prenosio preko šireg pojasa, a još širi bi prenosio muziku bez gubitka visokih audio frekvencija neophodnih za realističnu reprodukciju zvuka. Ovakav pojas je obično podeljen na kanale koristeći tehnike propusnog opsega kojim se omogućava frekvencijski podeljeno multipleksiranje (engl. frequency-division multiplexing) umesto slanja signala visokog kvaliteta.
Prilikom prenosa podataka, 56k modem će obezbediti brzinu prenosa od 56 kbit/s preko telefonske linije širine 4 KHz. Krajem 1980-ih,  Broadband Integrated Services Digital Network (B-ISDN) je pojam pripisala širokom spektru protoka bitova (engl. bit rate), nezavisno od detalja fizičke modulacije. Različite forme DSL servisa su širokopojasne zbog prenosa digitalnih informacija preko više kanala. Svaki kanal je na višoj frekvenciji nego glasovni kanal osnovnog opsega, tako da može da podrži starije telefonske servise koristeći samo jedan par žica istovremeno. Međutim, kada ta ista žica biva zamenjena prazanim TP kablom (bez telefonskih filtera), ona postaje stotinama kiloherca šira (širokopojasna) i može prenositi do 100 Mb/s koristeći visoko bitni DSL prenos (VDSL ili VHDSL).

### Računarske mreže
Većina računarskih mreža koristi jednostavnu liniju koda da emituje jednu vrstu signala koristeći pun protok medijuma preko koga šalje signal baznog opsega(engl. baseband)(od nule do najveće potrebne frekvencije). Većini verzija popularne eternet porodice daju se imena takva da označe tu osobinu kao što je originalni široki eternet iz 1980. Mreže koje koriste kablovske modeme na standardnoj infrastrukturi za kablovsku telelviziju nazivaju se širokopojasne, da bi se ukazalo na širok spektar frekvencija, koje uključuju više korisnika, kao i tradicionalne TV kanale na istom kablu. Širokopojasni sistemi obično koriste drugačiju radio frekvenciju moduliranu od strane signala podataka za svaku grupu.
Ukupan protok medijuma veći je od protoka bilo kog kanala.
10BROAD36 širokopojasna varijanta eterneta je standardizovana 1985. godine, ali nije bila komercijalno uspešna.
DOCSIS standard je postao dostupan potrošačima krajem devedesetih, obezbeđjući pristup internetu domaćinstvima sa kablovskom televizijom. Stvari su se dalje zakomplikovale, zbog činjenice da je standard za eternet, 10PASS-TS, usvojen 2008. godine, koristio DSL tehnologiju, a i kablovski i DSL modemi su uglavnom posedovali eternet konektore.

### TV i video
TV antena može biti opisana kao širokopojasna zato što je osposobljena da prima širok rang kanala, dok je jednofrekventna ili Lo-VHF antena uskopojasna, jer prima svega jedan do pet kanala. Američki federalni standard FS-1037C definiše širokopojasnost kao sinonim za wideband. Širokopojasnost u distribuciji analognog videa je tradicionalno korišćen da se dovodi u vezu sa sistemima kao sto je kablovska televizija, gde su individualni kanali modelovani nosačima na fiksnim frekvencijama. U tom kontekstu baseband je antonim koji se odnosi na jedan kanal analognog videa, koji je uglavnom u kompozitnoj formi sa posebnim baseband audiom.. Čin demoduliranja pretvara Širokopojasni video u baseband video. Optičko vlakno omogućava signalu da se transmituje bez ponavljanja. Kablovske kompanije upotrebljavaju hibridni sistem koristeći vlakno da bi isporučili signal komšiluku, a onda menjaju signal iz svetlosnog signala u radio frekvenciju, da bi se preneo preko koaksijalnog kabla u kuće. Ovo redukuje upotrebu više mrežnih središta. Mrežno središte prikuplja sve informacije sa lokalne kablovske mreže i filmskih kanala, a zatim šalje informacije u sistem.
Međutim, "širokopojasni video" u kontekstu reprodukovanja internet klipova označava video fajlove koji imaju bitne stope dovoljno visoke da zahtevaju širokopojasni pristup internetu za gledanje. "Širokopojasni video" se ponekad koristi da opiše IPTV Video na zahtev.

### Alternativne tehnologije
Dalekovodi se takođe koriste za različite vrste računarskih mreža. Iako su neki sistemi na daljinsko upravljanje zasnovani na uskopojasnom signalu, moderni i brzi sistemi koriste širokopojasnu signalizaciju kako bi postigli velike brzine prenosa podataka. Primer je ITU-T G.hn standard koji omogućava kreiranje lokalne računarske mreže do 1 Gb/s (što se smatralo velikom brzinom 2014. godine), koristeći postojeće, kućne instalacije (uključujući električne mreže, telefonske linije i koaksijalne kablove).
Naučnici su 2014. godine na korejskom institutu nauke i tehnologije, razvili ultra plitke širokopojasne optičke instrumente.

## Literatura
- Clifton, Carl Stephen (1987). What every engineer should know about data communications. New York: M. Dekker. стр. 64. ISBN 978-0-8247-7566-7. Архивирано из оригинала 29. 6. 2016. г. Приступљено 21. 6. 2016. „Broadband: relative term referring to a systemm which carries a wide frequency range.”
- Carl Stephen Clifton (1987). What every engineer should know about data communications. CRC Press. стр. 64. ISBN 978-0-8247-7566-7. Архивирано из оригинала 29. 5. 2016. г. „Broadband: Modulating the data signal onto an RF carrier and applying this RF signal to the carrier media”